# Гендерсон (Техас)
Гендерсон (англ. Henderson) — місто (англ. city) в США, в окрузі Раск штату Техас. Населення — 13 271 особа (2020).

## Географія
Гендерсон розташований за координатами 32°9′26″ пн. ш. 94°47′45″ зх. д. / 32.15722° пн. ш. 94.79583° зх. д. (32.157256, -94.795898).  За даними Бюро перепису населення США в 2010 році місто мало площу 31,19 км², з яких 30,95 км² — суходіл та 0,23 км² — водойми.

## Демографія
Згідно з переписом 2010 року, у місті мешкало 13 712 осіб у 4368 домогосподарствах у складі 3010 родин. Густота населення становила 440 осіб/км².  Було 4859 помешкань (156/км²).
Расовий склад населення:
| - 64,5 % — білих - 23,9 % — чорних або афроамериканців - 0,7 % — азіатів - 0,4 % — корінних американців - 0,1 % — вихідців з тихоокеанських островів - 8,6 % — осіб інших рас |

До двох чи більше рас належало 1,8 %. Частка іспаномовних становила 18,0 % від усіх жителів.
За віковим діапазоном населення розподілялося таким чином: 22,6 % — особи молодші 18 років, 63,2 % — особи у віці 18—64 років, 14,2 % — особи у віці 65 років та старші. Медіана віку мешканця становила 37,5 року. На 100 осіб жіночої статі у місті припадало 111,6 чоловіків;  на 100 жінок у віці від 18 років та старших — 114,9 чоловіків також старших 18 років.
Середній дохід на одне домашнє господарство  становив 64 946 доларів США (медіана — 42 232), а середній дохід на одну сім'ю — 77 532 долари (медіана — 51 113). Медіана доходів становила 36 395 доларів для чоловіків та 33 359 доларів для жінок. За межею бідності перебувало 17,4 % осіб, у тому числі 31,0 % дітей у віці до 18 років та 13,4 % осіб у віці 65 років та старших.
Цивільне працевлаштоване населення становило 5278 осіб. Основні галузі зайнятості: освіта, охорона здоров'я та соціальна допомога — 20,0 %, роздрібна торгівля — 13,0 %, мистецтво, розваги та відпочинок — 12,7 %.